# フェルディナンド1世 (両シチリア王)
フェルディナンド1世（Ferdinando I, 1751年1月12日 - 1825年1月4日）は、両シチリア王国の最初の王（在位：1816年 - 1825年）。シチリア国王としてはフェルディナンド3世（在位：1759年 - 1816年）、ナポリ国王としてはフェルディナンド4世（在位：1759年 - 1806年、1815年 - 1816年）を名乗っていた。

## 生涯
スペイン国王カルロス3世とマリア・アマリア・フォン・ザクセンの三男、カルロス4世の弟。妻は神聖ローマ皇帝フランツ1世とマリア・テレジアの娘でフランス王妃マリー・アントワネットの姉であるマリア・カロリーナである。
体力に恵まれ性格も非常に善良であったが、王族としての正式な教育を受けておらず、若い頃から重要な書類には家臣に自分のサインのスタンプを押させ、自らは狩りやスポーツに明け暮れた。性格が正反対と言ってもいいマリア・カロリーナ妃が嫁ぐとすぐに妃に夢中になった。妃からは教養の無さや行儀作法の悪さを「かわいいおばかさん」と呼ばれていた。しかし夫婦仲は良好であり、子に恵まれ家庭生活は幸せなものであった。結婚時の約束の一つに、王子を産めば妃は摂政になれるというものがあり、王子誕生後は政治的実権は完全にマリア・カロリーナが握っており、フェルディナンドは狩りや社交に徹していた。
1820年のカルボナリによって引き起こされたナポリ革命後は妃の故里ウィーンに亡命。晩年はアブルッツォやリエーティで暮らし、ナポリで亡くなった。

## 人物
- 女性の手、特に手袋をした手を偏愛しており、マリア・カロリーナは何か頼みごとがある時は長手袋の手をすっと彼に差し出していた。フェルディナンドはうっとりとし、何でも妃の願い事を聞いたという。
- 庶民の食べ物であった細打ちのパスタ（いわゆるスパゲッティ）を気に入り、宮廷で供するよう命じたが、当時スパゲティは手づかみで食べるものであり、マリア・カロリーナから下品であると反対された。このことからパスタを食べるための道具としてフォークが採用されたという。

## 子女
- マリーア・テレーザ（1772年 - 1807年） - 1790年、神聖ローマ皇帝フランツ2世と結婚
- マリーア・ルイーザ（1773年 - 1802年） - 1790年、トスカーナ大公フェルディナンド3世と結婚
- カルロ・ティト（1775年-1778年） - カラブリア公
- マリア・アンナ（1775年-1780年）
- フランチェスコ1世（1777年 - 1830年） - 両シチリア国王
- マリーア・クリスティーナ（1778年 - 1849年） - 1807年、サルデーニャ国王カルロ・フェリーチェと結婚
- マリーア・アマーリア（1779年 - 1783年）
- ジェンナーロ（1780年 - 1789年）
- ジュゼッペ（1781年 - 1783年）
- マリーア・アマーリア（1782年 - 1866年） - 1809年、オルレアン公爵（後のフランス国王）ルイ・フィリップと結婚
- マリーア・クリスティーナ（1783年）
- マリーア・アントーニア（1784年 - 1806年） - 1802年、スペイン国王フェルナンド7世と結婚
- マリーア・クロティルダ（1786年 - 1792年）
- エンリケッタ（1787年 - 1789年）
- カルロ・ジェンナーロ（1788年 - 1789年）
- レオポルド（1790年 - 1851年）- サレルノ公
- アルベルト（1792年 - 1798年）
- マリーア・エリザベッタ（1793年 - 1801年）

1814年、マリア・カロリーナの死から3か月経たずして、シチリア貴族のルチア・ミリアッチョ と貴賤結婚した。彼女との間には子供をもうけていない。